# Savjet za uzajamnu ekonomsku pomoć
██ članice SEV-a
██  članice SEV-a, koji su zapravo izašli iz Savjeta (Albanija)
██ pridružena članica (Jugoslavija)
██ promatrači
Savjet za uzajamnu ekonomsku pomoć (SEV), organizacija za međunarodnu ekonomsku suradnju realsocijalističkih zemalja, osnovana 1949. u Moskvi kao odgovor na Marshallov plan. Osnivači su bili SSSR, Bugarska, Čehoslovačka, Poljska, Rumunjska i Mađarska. 
Na čelu SEV-a bio je sekretar. Sekretari su bili   Nikolaj Vasiljevič Faddejev (1967. – 1983.) te Vjačeslav Vladimirovič Syčov (1983. – 1991.).